# Roboti
Roboti (eng. Robots) jest računalno-animirani film iz 2005. godine animacijskoga studija Blue Sky Studios. Redatelj filma je Chris Wedge, a glasove u originalnoj verziji posudili su između ostalih i Ewan McGregor, Halle Berry, Robin Williams, Mel Brooks, Greg Kinnear, Amanda Bynes i Drew Carey. Producenti su Jerry Davis, John C. Donkin i William Joyce, a film je distribuirao 20th Century Fox. Scenarij potpisuju David Lindsay-Abaire, Lowell Ganz i Babaloo Mandel.

## Glavne uloge